# 2018年iHeartRadio音樂獎
2018年iHeartRadio音乐奖 (英語: 2018 iHeartRadio Music Awards) 於2018年3月11日在美国加利福尼亚州英格尔伍德論壇體育館举行。提名名單在2018年1月10日公佈。主持人为DJ卡利和海莉‧鮑德溫。美国电视台TBS、TNT和truTV等全程直播颁奖礼，同时网络上的社交媒体則现场直播红地毯的情況。美國創作歌手泰勒絲的单曲《不堪一擊》的音乐錄影帶在此典礼首次放出。